# Глагол
Глаго́л — самостоятельная часть речи, которая обозначает состояние или действие предмета и отвечает на вопросы что делать? что сделать?.
Глагол может быть переходным и непереходным, возвратным и невозвратным. Как правило, в предложении глаголы выступают в качестве сказуемого.
Например: Русалка плыла по реке голубой, / озаряема полной луной… (М. Ю. Лермонтов); Так думал молодой повеса, / летя в пыли на почтовых… (А. С. Пушкин)
Изменение формы глаголов по лицам и числам называется спряжением.

## Глагол в русском языке
Глагол в русском языке выражается в формах вида, лица, рода, числа, наклонения, времени, залога.

## Лексико-семантические категории глагола

Глагол, состоящий из одного слова на испанском языке, содержит информацию о времени (прошлом, настоящем, будущем), человеке и числе. Процесс грамматической модификации глагола для выражения этой информации называется спряжением.

В различных языках мира глагол может иметь следующие показатели:
- финитность (употребление в качестве сказуемого) — нефинитность (употребление в качестве иных членов предложения). В свою очередь, финитным глаголам в некоторых языках могут быть свойственны показатели рода, числа, лица (для согласования с подлежащим и/или дополнением);
- аспект: в русском языке — вид глагола (совершенный — несовершенный), в семитских — порода (каузатив, интенсив и др.), статика — динамика и др.;
- время;
- наклонение (изъявительное, условное, сослагательное, желательное и др.);
- залог;
- валентность: непереходный (1-валентный), переходный моно- и мультиобъектный (2- и более валентный);
- спряжение;
- переходность.

## Отглагольные части речи
- Причастие
- Деепричастие
- Герундий

Многие учёные также считают герундий, причастие и деепричастие особыми глагольными формами.
- Отглагольное существительное (масдар/девербатив)

## Глагольные формы
- Инфинитив
- Герундий
- Герундив
- Супин
- Перфект
- Имперфект
- Плюсквамперфект
- глагол действия[англ.]
- глагол состояния[англ.]